# PTDSS1
PTDSS1 (англ. Phosphatidylserine synthase 1) – білок, який кодується однойменним геном, розташованим у людей на 8-й хромосомі. Довжина поліпептидного ланцюга білка становить 473 амінокислот, а молекулярна маса — 55 528.
| 10         |  | 20         |  | 30         |  | 40         |  | 50         |
| ---------- |  | ---------- |  | ---------- |  | ---------- |  | ---------- |
| MASCVGSRTL |  | SKDDVNYKMH |  | FRMINEQQVE |  | DITIDFFYRP |  | HTITLLSFTI |
| VSLMYFAFTR |  | DDSVPEDNIW |  | RGILSVIFFF |  | LIISVLAFPN |  | GPFTRPHPAL |
| WRMVFGLSVL |  | YFLFLVFLLF |  | LNFEQVKSLM |  | YWLDPNLRYA |  | TREADVMEYA |
| VNCHVITWER |  | IISHFDIFAF |  | GHFWGWAMKA |  | LLIRSYGLCW |  | TISITWELTE |
| LFFMHLLPNF |  | AECWWDQVIL |  | DILLCNGGGI |  | WLGMVVCRFL |  | EMRTYHWASF |
| KDIHTTTGKI |  | KRAVLQFTPA |  | SWTYVRWFDP |  | KSSFQRVAGV |  | YLFMIIWQLT |
| ELNTFFLKHI |  | FVFQASHPLS |  | WGRILFIGGI |  | TAPTVRQYYA |  | YLTDTQCKRV |
| GTQCWVFGVI |  | GFLEAIVCIK |  | FGQDLFSKTQ |  | ILYVVLWLLC |  | VAFTTFLCLY |
| GMIWYAEHYG |  | HREKTYSECE |  | DGTYSPEISW |  | HHRKGTKGSE |  | DSPPKHAGNN |
| ESHSSRRRNR |  | HSKSKVTNGV |  | GKK        |  |            |  |            |

A: Аланін

C: Цистеїн

D: Аспарагінова кислота

E: Глутамінова кислота

F: Фенілаланін

G: Гліцин

H: Гістидин

I: Ізолейцин

K: Лізин

L: Лейцин

M: Метіонін

N: Аспарагін

P: Пролін

Q: Глутамін

R: Аргінін

S: Серин

T: Треонін

V: Валін

W: Триптофан

Кодований геном білок за функціями належить до трансфераз, фосфопротеїнів. 
Задіяний у таких біологічних процесах, як метаболізм ліпідів, біосинтез ліпідів, ацетилювання, альтернативний сплайсинг. 
Локалізований у мембрані, ендоплазматичному ретикулумі.